# Икар
Икар или Икарус (лат. Icarus), је Дедалов син, у грчкој митологији. Са оцем се спасао из ропства на Криту, помоћу крила направљених од воска и перја.

## Митологија
Када је Дедал завршио са изградњом лавиринта, Минос је, да би га спречио да се истина о лавиринту прошири, затворио Дедала, а и контролисао је све бродове и све путеве. Да би се ослободио и напустио острво, Дедал је одлучио да направи крила себи и своме младом сину Икару. Увезао је пера заједно, од најмањег до највећег, створивши тако велику површину. Већа пера је осигурао концима, а мања воском тако да су она личила на птичија крила.
Када је посао био завршен, Дедал је, на месту махао крилима и тако их испробавао, а затим је крилима опремио и свог сина Икара и научио га како да лети. Када су обојица били спремни, Дедал је упозорио Икара да не лети ни превисоко, а ни ниско, јер, ако лети превисоко сунце ће отопити восак, а ако лети прениско, морска пена ће натопити крила и више неће моћи наставити са летом. И затим су обојица полетели.
Прелетели су преко острва Сам, Дел и Лебинт, а тада је Икар почео летети све више и више да би достигао до самих небеса и дотакао их. Сунце је, све више и више, загревало восак, и он се почео топити са крила, а пера су се на крају раздвојила, а Икар је пао у море и утопио се. Дедал је окривљивао себе и своју вештину за синовљеву смрт, а место где је Икар пао и утопио се у море назвао је Икаријом.
После свега Дедал је стигао у Сицилију, где му је заштиту пружио краљ Кокал. На Сицилији је Дедал саградио храм у част бога Аполона, а крила је окачио као жртву богу.